# 三島彌彥
三島彌彥（日语：／ Mishima Yahiko，1886年2月23日—1954年2月1日）是一名日本男子田徑運動員。他於1912年參加夏季奧林匹克運動會，是最早代表日本參加奧運的選手之一。他的父親三島通庸曾任警視總監，他的大哥三島彌太郎曾任日本銀行總裁。

## 外部連結
- 1912年夏季奥林匹克运动会日本代表团（日语：1912年ストックホルムオリンピックの日本選手団）